# Ergasterion
Ergasterion (altgriechisch ἐργαστήριον) ist die Bezeichnung für die Werkstatt eines Handwerkers in der Antike. Der Begriff taucht das erste Mal im 6. Jahrhundert v. Chr. in Griechenland auf. Zunächst bezeichnete der Begriff offensichtlich nur Töpfereien, bald wurden damit alle produzierenden Gewerbe benannt.
Ursprünglich war die Werkstatt im Haus eines Handwerkers untergebracht, ehe die Erhöhung der Produktivität zu einer Auslagerung des Gewerbes führen konnte (aber nicht musste). Das Ergasterion konnte auf der einen Seite einem Privatmann gehören, der dort seinen Lebensunterhalt verdiente, andererseits konnten in der Werkstatt auch Sklaven tätig sein, die die Arbeit verrichteten. Dies dürfte besonders für die Zeit des Hellenismus und für die römische Blütezeit gelten.
Auch im italischen Raum waren diese Formen der Werkstätten bekannt. Aus Ergasterion wurde ergastulum oder officina. Der im 2. nachchristlichen Jahrhundert eingeführte Begriff der fabricae bezieht sich auf die unter staatlicher Aufsicht geführten Werkstätten.